# Puerto Madryn
Puerto Madryn é uma cidade na província de Chubut, na Argentina. Encontra-se sobre o Mar Argentino, no Oceano Atlântico, e é a capital do departamento de Biedma.
É considerada a porta de entrada para a Península Valdés, declarada em 1999 Patrimônio da Humanidade pela UNESCO. É um dos centros de turismo mais importantes de toda a Patagônia argentina e de todo o país.
Madryn detém o título de ser a cidade balneária mais populosa do sul argentino.

## Cidades irmãs
- Puerto Montt[1], Chile
- Pádua, Itália
- Pisco, Peru
- Nefyn, País de Gales